# Saint-Pierre-de-Mésage
Saint-Pierre-de-Mésage település Franciaországban, Isère megyében. Lakosainak száma 788 fő (2022. január 1.). Saint-Pierre-de-Mésage Laffrey, Notre-Dame-de-Mésage, Saint-Barthélemy-de-Séchilienne, Saint-Jean-de-Vaulx és Vizille községekkel határos.

## Népesség
A település népessége az elmúlt években az alábbi módon változott:
| Lakosok száma | 510  | 584  | 674  | 704  | 727  | 757  | 764  | 767  | 784  | 788  |
|               | 1968 | 1982 | 1999 | 2006 | 2011 | 2015 | 2017 | 2018 | 2020 | 2022 |